# Плазмове активування
Пла́змове активува́ння (англ. plasma activation) — оброблення поверхні низькотемпературною плазмою з метою утворення вільних радикалів на оброблюваній поверхні та формування хімічно активного поверхневого шару. 

## Використання
Плазмове активування застосовується для очищення і поліпшення властивостей поверхні виробів та підготовки її до подальших технологічних операцій. Така обробка покращує адгезійні властивості поверхні багатьох матеріалів, включаючи метали, скло, кераміку, широкий спектр полімерів і текстилю, і навіть природні матеріали, такі як деревина та насіння. Плазмова обробка досягає цього ефекту за рахунок поєднання відновлення оксидів металів, ультратонкого очищення поверхні від органічних забруднень, модифікації рельєфу поверхні та осадження функціональних хімічних груп. Важливо, що плазмову активацію можна виконувати при атмосферному тиску у середовищі повітря або типових промислових газів, включаючи водень, азот і кисень. Перевага плазмової активації полягає в її здатності досягати усіх необхідних цілей активації за один крок без використання хімікатів, через що, плазмова активація є простою, універсальною та екологічно безпечною.
Плазмове активування зазвичай, поєднується з плазмовим нагрівом та іонною обробкою за рахунок подачі від'ємного потенціалу зміщення на поверхню обробки. Якщо поверхня є струмопровідною, використовується постійне або імпульсне зміщення, в іншому випадку — високочастотне, що забезпечує негативне автозміщення.
Перед вакуумно-дуговим нанесенням покрить плазмове активування проводиться у плазмі матеріалу, що буде наноситься шляхом подачі від'ємного потенціалу на поверхню обробки. При достатній величині потенціалу зміщення забезпечують перевищення швидкості іонного розпилення матеріалу підкладки над швидкістю осадження наносимого матеріалу. Тобто відбувається розпилення поверхні підкладки, видалення адсорбованих атомів, утворення поверхневих радикалів.
При нанесенні покрить методом магнетронного розпилення для плазмового активування, зазвичай, використовуються спеціалізовані джерела іонів або джерела плазми.

## Обробка плазмою атмосферного тиску
Для поверхневої активації можна використовувати багато типів плазми. Однак через економічні причини найбільше застосування знайшла плазма атмосферного тиску. Вони включають дуговий розряд, коронний розряд, діелектричний бар'єрний розряд і його різновид п'єзоелектричний прямий розряд.

### Обробка плазмою дугового розряду

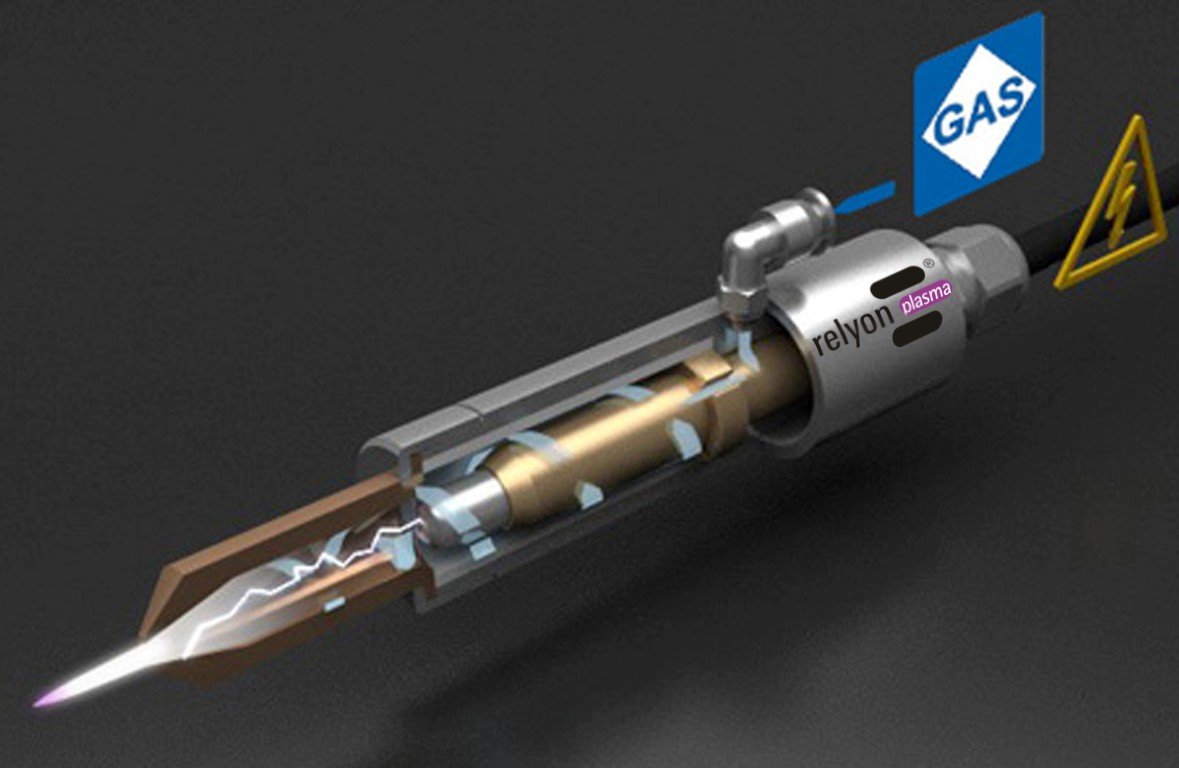
Типовий генератор плазми атмосферного тиску на основі високовольтного дугового електричного розряду. Дуга горить між внутрішнім анодом під високою напругою і заземленим зовнішнім катодом. Вихровий потік повітря стабілізує дугу та викидає плазму через отвір у катоді

Дугові розряди за атмосферного тиску — це самостійні електричні розряди постійного струму з великими значеннями струму, як правило, вище 1 А, в деяких випадках сягають до 100 000 А, і відносно низькою напругою, зазвичай, порядку 10-100 В. Через високу частоту зіткнень плазмових частинок, дуга атмосферного тиску знаходяться в тепловій рівновазі з температурами порядку 6 000 — 12 000 °C. Більша частина об'єму дуги є електрично нейтральною, за винятком тонких анодних і катодних шарів, де присутні сильні електричні поля. На цих шарах без зіткнень падіння напруги становить приблизно 10–20 В. Іони, які утворюються всередині катодного шару, прискорюються під цією напругою та вдаряють у поверхню катода з високою енергією. Цей процес нагріває катод, стимулюючи теплову емісію електронів, що підтримує високі розрядні струми. На поверхні катода електричні струми концентруються у швидко рухомих плямах розміром 1 — 100 мкм. У цих плямах матеріал катода досягає локальної температури 3000 °C, що призводить до його випаровування та поступової ерозії. Питома потужність, що передається поверхні матеріалу плазмовою дугою, може досягати значень від 105до 106Вт/см².
Технологія з використанням імпульсної атмосферної дуги покращує стабільність дуги при низьких електричних струмах, максимізує об'єм розряду, а разом із цим і вироблення реактивних речовин для плазмової активації, водночас з цим зменшуючи вимоги до високовольтної електроніки. Ці фактори роблять це метод економічно привабливим для промислового застосування.
Існує два способи використання електричної дуги для поверхневої активації: з невинесеною і винесеною електричною дугою. В обладнанні з невинесеною дугою обидва електроди є складовою частиною джерела плазми. Один з них також діє як газове сопло, яке створює потік плазми. Після того, як плазмовий потік покидає область дуги, іони швидко рекомбінують, залишаючи гарячий газ із високими концентраціями хімічно активних атомів і сполук водню, азоту та кисню, який також називають віддаленою плазмою. Температура цього газового потоку становить близько 200—500 °C. Газ дуже реакційноздатний, що забезпечує високу швидкість обробки поверхні, коли для досягнення ефекту активації достатньо лише короткочасного контакту з підкладкою. Цей газ може активувати всі матеріали, включно з чутливими до температури пластмасами. Крім того, він електрично нейтральний і вільний від електричних потенціалів, що важливо для активації чутливих матеріалів для електроніки.
В обладнанні, що базується на використанні винесеної електричної дуги сама підкладка відіграє роль катода. У цьому випадку підкладка піддається впливу не лише реакційноздатних хімічних форм, але й їх іонів з енергією до 10-20 еВ, високих температур, що досягають в катодних плямах 3000 °C, і ультрафіолетового випромінювання. Ці додаткові фактори призводять до ще більшої швидкості активації. Цей метод обробки підходить для електропровідних підкладок (металів). Він відновлює оксиди металів шляхом їх реакції з воднем і залишає поверхню вільною від органічних забруднень. Крім того, численні динамічні катодні плями формують мікроструктуру на підкладці, покращуючи механічне зв'язування клею.

### Обробка плазмою коронного розряду
Коронні розряди виникають при атмосферному тиску в сильно неоднорідних електричних полях. Гострі краї високовольтних електродів створюють такі поля поблизу себе. Коли поле в просторі спокою незначне (це відбувається на великих відстанях до електричного заземлення) коронний розряд може спалахнути. В іншому випадку високовольтні електроди можуть іскрити на землю. Залежно від полярності високовольтного електрода розрізняють негативну корону, що утворюється навколо катода, і позитивну корону, що утворюється навколо анода. Негативний коронний розряд схожий на таунсендівський розряд (темний газовий розряд), коли електрони, випущені катодом, прискорюються в електричному полі, іонізують газ під час зіткнень з його атомами та молекулами, вивільняючи тим самим більше електронів, створюючи таким чином лавину. До вторинних процесів відносяться емісія електронів з катода і фотоіонізація в об'ємі газу. Негативна корона створює рівномірну плазму, що світиться навколо гострих країв електродів. З іншого боку, електрони, що ініціюють лавини в позитивній короні, утворюються в результаті фотоіонізації газу, який оточує високовольтний анод. Фотони випромінюються у більш активній області поблизу анода. Потім електронні лавини поширюються до анода. Плазма позитивної корони складається з безлічі ниток, що постійно рухаються. Коронний розряд створює електричні струми порядку 1—100 мкА при високих напругах порядку декількох кіловольт. Ці струми і відповідна їм потужність розряду малі порівняно зі струмами і потужністю дугового і діелектричного бар'єрного розрядів. Однак перевагою коронного розряду є простота реалізації високовольтної електроніки постійного струму. У той час як електричні іскри обмежують високу напругу, а отже, і потужність корони, останню можна додатково збільшити за допомогою імпульсно-періодичних високих напруг, хоча це дещо ускладнює систему високої напруги.

### Діелектричний бар'єрний розряд
Діелектричний бар'єрний розряд (англ. Dielectric barrier discharge, DBD) виникає між двома електродами, розділеними діелектриком. Завдяки наявності діелектричного бар'єру такі джерела плазми працюють лише на синусоїдальних або імпульсних високих напругах. Фізичні принципи розряду не обмежують робочий діапазон частот. Типові частоти широко використовуваних твердотільних джерел високої напруги становлять 0,05–500 кГц. Амплітуди напруги порядку 5-20 кВ створюють електричні струми в діапазоні 10-100 мА. Потужність діелектричного бар'єрного розряду значно вища, ніж у коронного, але менша, ніж у дугового. Розряд, як правило, складається з декількох мікророзрядів, хоча у деяких випадках створюються також рівномірні розряди. Щоб збільшити однорідність і розрядний проміжок у випадку об'ємного DBD (VBDB), можна використовувати систему попередньої іонізації.

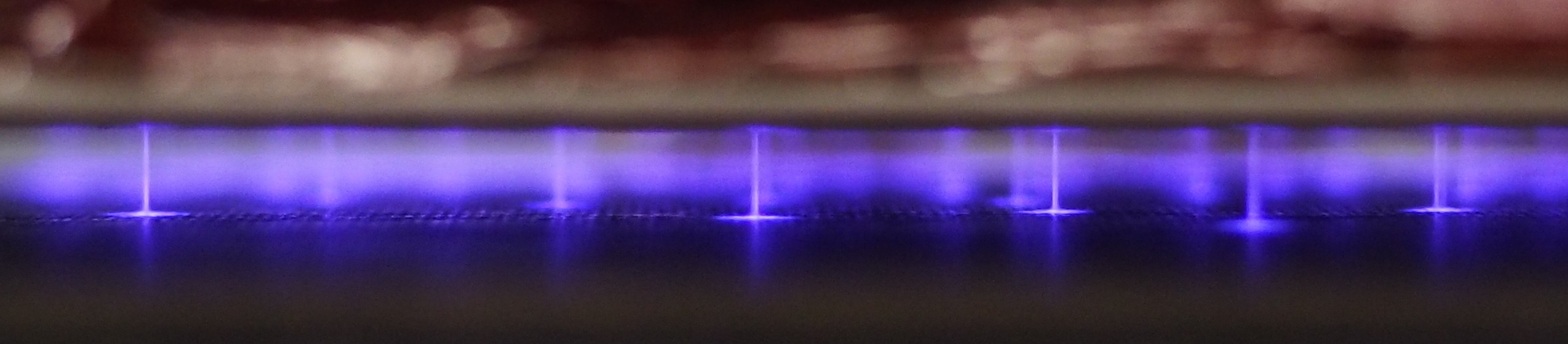
Діелектричний бар'єрний розряд, створений за допомогою слюдяних пластин як делектрика, накладених на дві сталеві пластини електроди. Розряд відбувається в нормальному атмосферному повітрі, частота приблизно 30 кГц, розрядний проміжок приблизно 4 мм. «Підніжжям» розряду є накопичення заряду на поверхні бар'єру

Інші типи DBD, що використовуються для функціоналізації, — це плазмові струмені. Площа обробки у цьому випадку є меншою порівняно з поверхневими або об'ємними діелектричними бар'єрними розрядами. Мікроплазмові струмені, створені в капілярних трубках з наконечником діаметром менше 1 мкм, є надтонкими плазмовими струменями атмосферного тиску і виявилися чудовими інструментами для обробки мікророзмірів і функціоналізації матеріалів, таких як вуглецеві нанотрубки або полімери.

### Обробка п'єзоелектричним прямим розрядом
П'єзоелектричний прямий розряд (англ. Piezoelectric direct discharge, PDD) можна розглядати як спеціальну технічну реалізацію діелектричного бар'єрного розряду, яка об'єднує в єдиний елемент генератор високої напруги змінного струму, високовольтний електрод і діелектричний бар'єр. А саме, висока напруга генерується за допомогою п'єзотрансформатора, вторинне коло якого також діє як високовольтний електрод. Оскільки п'єзоелектричний матеріал трансформатора, такий як цирконат-титанат свинцю, часто є діелектриком, вироблений електричний розряд нагадує властивості діелектричного бар'єрного розряду. Крім того, коли він працює далеко від електричної землі, він також створює коронний розряд на гострих краях п'єзотрансформатора.
Завдяки унікальним принципам побудови п'єзоелектричний бар'єрний розряд є економічним і компактним джерелом діелектричної бар'єрної та коронної плазми. Хоча його потужність обмежена приблизно 10 Вт на одиницю, низька вартість та малі розміри блоків дозволяють будувати великі масиви, оптимізовані для конкретних застосувань.

### Інші види
Плазма, придатна для поверхневої активації, також була створена за допомогою індукційного нагрівання з радіочастотними та мікрохвильовими частотами, іскрових розрядів, резистивних бар'єрних розрядів та різних типів мікророзрядів.

## Фізичні та хімічні механізми активації
Плазма атмосферних розрядів або газоподібний продукт, багатий високоактивними хімічними сполуками, ініціює безліч фізичних і хімічних процесів при контакті з поверхнею. Він ефективно видаляє органічні поверхневі забруднення, відновлює оксиди металів, створює механічну мікроструктуру на поверхні та відкладає функціональні хімічні групи. Всі ці ефекти можна регулювати шляхом вибору типу розряду, його параметрів та робочого газу.
Активації поверхні сприяють такі фактори:
- Ультратонке очищення. Реактивні хімічні речовини ефективно окиснюють органічні забруднення поверхні, перетворюючи їх на вуглекислий газ і воду, які випаровуються з поверхні, залишаючи її у надзвичайно чистому стані.
- Видалення слабких приграничних шарів. Плазма видаляє поверхневі шари з найнижчою молекулярною масою, в той же час вона окиснює самий верхній атомний шар полімеру.
- Зшивання поверхневих молекул. Кисневі радикали (і ультрафіолетове випромінювання, якщо воно є) допомагають розірвати зв'язки та сприяють утворенню тривимірних перехресних зв'язків молекул.
- Відновлення оксидів металів. Плазмові розряди, запалювані в утворюваному газі, який зазвичай містить 5 % водню та 95 % азоту, виробляють велику кількість активних форм водню. При контакті з окисленими металевими поверхнями вони реагують з оксидами металів, відновлюючи їх до атомів металу та води. Цей процес особливо ефективний при горінні електричних дуг безпосередньо на поверхні підкладки. Він очищає поверхню від оксидів і забруднень.
- Зміна рельєфу поверхні. Електричні розряди, що мають безпосередній контакт з підкладкою, роз'їдають поверхню підкладки на мікрометричній шкалі. Це створює мікроструктури, які заповнюються клеями завдяки капілярній дії, покращуючи механічне зв'язування клеїв.
- Відкладення функціональних хімічних груп. Короткоживучі хімічні речовини, що утворюються в об'ємі плазми, а також іони, що утворюються в тонкому шарі, де розряд контактує з поверхнею, бомбардують субстрат, ініціюючи низку хімічних реакцій. Реакції відкладення функціональних хімічних груп на поверхні підкладки у багатьох випадках є найважливішим механізмом активації плазми. У випадку пластмас, які зазвичай мають низьку поверхневу енергію, полярні групи OH і ON значно збільшують поверхневу енергію, покращуючи змочуваність поверхні клеями. Зокрема, це підвищує міцність дисперсійної адгезії. Крім того, використовуючи спеціальні робочі гази, які утворюють речовини, що можуть утворювати міцні хімічні зв'язки як з поверхнею підкладки, так і з адгезивом, можна досягти дуже міцного зв'язку між хімічно різними матеріалами[11][12]

## Обробка плазмою від полум'я
Плазма від полум'я виділяє значно більше тепла, але матеріали оброблені таким способом мають триваліший термін зберігання. Ці системи відрізняються від систем з плазмою атмосферного тиску, так як плазма отримується при спалюванні горючого газу в середовищі повітря у полум'ї синього світіння. Поверхні виробу поляризуються від плазми полум'я, впливаючи на розподіл електронів в окисній плівці. Цей вид обробки має більш високу температуру, тому деякі матеріали при такому вигляді обробки можуть зазнати пошкодження.